# عيسى فتوح
عيسى جرجس فتوح، هو كاتب وأديب ومترجم سوري، مارس الصحافة الأدبية في العديد من الصحف والمجلات السورية والعربية، وكتب مئات الدراسات الأدبية والنقدية، عمل رئيسًا لتحرير مجلة صوت المعلمين، ثم أمينًا لتحرير مجلة بنأة الاجيال في نقابة المعلمين، نال وسام الشاعر نيكولاي فابتزاروف، من بلغاريا، ووسام الصداقة بين الشعوب من ألمانيا.

## الحياة المُبكرة
ولد عيسى جرجس فتوح في 3 حزيران/ يونيو في بقرعونة، وهي قرية صغيرة من ناحية مشتي الحلو- منطقة صافيتا- سوريا، وكان أبوه يعمل بناءًا، وكذلك جده مخيائيل، ومنذ وقت مبكر انغمس في العمل الزراعي مع باقي إخوته الخمسة، ولا سيما تربية دودة الحرير (القذ)، دخل مدرسة كفرون سعادة الإبتدائية الخاصة التي كان يديرها الأب بولس سعادة، وتلقى فيها مبادئ القراءة والكتابة واللغتين السريانية والفرنسية، ثم غادرها ونال فيها شهادة الإبتدائية عام 1946م، إنتسب إلى ثانوية ابن خلدون الخاصة في مشتى الحلو، مامض فيها سنتين انتقل بعدها إلى ثانوية حزور فامضى فيها ثلاث سنوات، حصل خلالها على الشهادة الإعدادية عام 1953م.

## المسيرة المهنية
في عام 1954م غادر عيسى جرجس فتوح مسقط رأسه نهائيًا الي دمشق، فدرس في التجهيزية الأرثوذكسية الصفين الثاني الثانوي والثالث الثانوي، وفي تلك الفترة بدأت مواهبه الأدبية تتفتح وتبرز، وكان الشاعرأحمد الجندي أول من شجعه علي الكتابة والنشر، وقد كان وقتها يُشرف علي القسم الأدبي في جريدة اسمها الاتحاد، ثم التحق عيسى بكلية الأداب قسم اللغة العربية في جامعة دمشق، درس خلالها اربع سنوات وحصل بعدها علي شهادة الليسانس في الأداب عام 1960م، ومن بعدها التحق بكلية التربية سنة واحدًة حصل بعدها وحصل على الدبلومة العامة في التربية عام 1961م، بدأ وهو طالب يكتب في الصفحات الجامعية التي كانت تصدرها جريدتا الجمهور وصوت العمال، وراح ينشر في جرائد: الأيام والنضال والقبس والشرق والنصر والأخبار والمختار والنقاد ومجلة الدنيا قصائد ومقطوعات ومقالات أدبية ويراسل الصحف والمجلات خارج سوريا، ويُحاضر في النوادي والمراكز الثقافية، وصار أديبًا معرفًا في الأوساط الأدبية، ومن ثم إنصرف إلى الترجمة، ونقل مئات القصص والقصائد والمقالات عن اللغة الإنجليزية، ونشرها في الصحف المحلية مثل الثورة والبعث وتشرين والثقافة الاسبوعية، ومجلات مثل جيش الشعب والفرسان وأسامة والشرطة وهنا دمشق والحرفيون، عين فور تخرجة مدرسًا للغة العربية وآدابها في مدينة ادلب، ثم انتقل بعدها إلى مدينة أريحا، واعيد للتدريس في بانياس واللاذقية، ثم انتدب للعمل في مجلة المعلم العربي بوزارة التربية.

## مؤلفاته

### ستة كتب أطفال مترجمة للأطفال
- عندما جاءت عصافير الدوري للشاعرة البلغارية ليدا ميليفا 1975م
- مدرسة اللقلق لعدد من المولفين في روسيا 1976م
- الفأس الذهبية لعدد من المؤلفين 1977م
- دنيا الحكايات للكاتب البلغاري أنجل كاراليتشف 1978م
- النمس الوفي مجموعة من الحكايات الهندية 1979م
- قوس قوزح للشاعر الروسي صموئل وارشاك- دار التقدم -موسكو

### دراسات
- أديب اسحاق باعث النهضة القومية 1976م
- صور من النضال الوطني في سوريا، أو مذكرات المجاهد سعيد اسحاق 1978م.[3]